# Symphonie no 3 de Michael Haydn
Pour les articles homonymes, voir Symphonie no 3.
La Symphonie no 3 en sol majeur aussi appelée Divertimento en sol majeur, Sherman 3, MH 26, est une symphonie de Michael Haydn, qui a été composée à Großwardein en 1763. Le catalogue Perger ne la mentionne pas.

## Analyse de l'œuvre
La symphonie est écrite pour 2 hautbois, 2 bassons, 2 cors et les cordes.
Elle comporte quatre mouvements :
1. Allegro molto, en sol majeur
2. Andante
3. Menuet et Trio
4. Presto